# 桑名立坂神社
桑名立坂神社（くわなたちさかじんじゃ）は、三重県桑名市新矢田2丁目にある神社。桑名市では桑名宗社以外で石取祭が行われている神社の一つである。

## 由緒
別名は八幡さんの愛称である。神紋は丸に並夫。桑名市新矢田二丁目鎮座。明治2年（1869年）3月に明治天皇の東京行幸の寄り道となり奉幣使を遣わした。
明治17年（1884年）5月に三重県の県社になり、明治39年（1906年）12月15日に神饌幣帛料供進社に指定された。
太平洋戦争の戦災を免れ江戸時代の歴史遺産が多い地域の神社。門前から約250メートル離れた東海道筋に立地。石造の鳥居があり江戸時代の本多忠勝の信仰保護から手厚い宗教保護された時代の歴史遺産である。祭神は斉主神、姫大神、神功皇后、應神天皇。神社内に出産祝い及び金運上昇の神様とされる子安稲荷神社と火産の神様の八天宮と菅原道真の学問神社がある。

## 最寄り駅
- 近鉄名古屋線 益生駅